# 미드웨이급 항공모함
미드웨이급 항공모함은 미국 해군의 역사상 가장 오래 운영한 디젤 항공모함이다. 1945년에 취역한 1번함 미드웨이호는 1991년 걸프전에 참전한 이후 1992년 퇴역했다. 이전 함급인 에섹스급 항공모함은 10여척이 한국 전쟁에 참전했으나, 미드웨이급은 한국 전쟁 당시 파견되지 않았다.

## 비행갑판 업그레이드

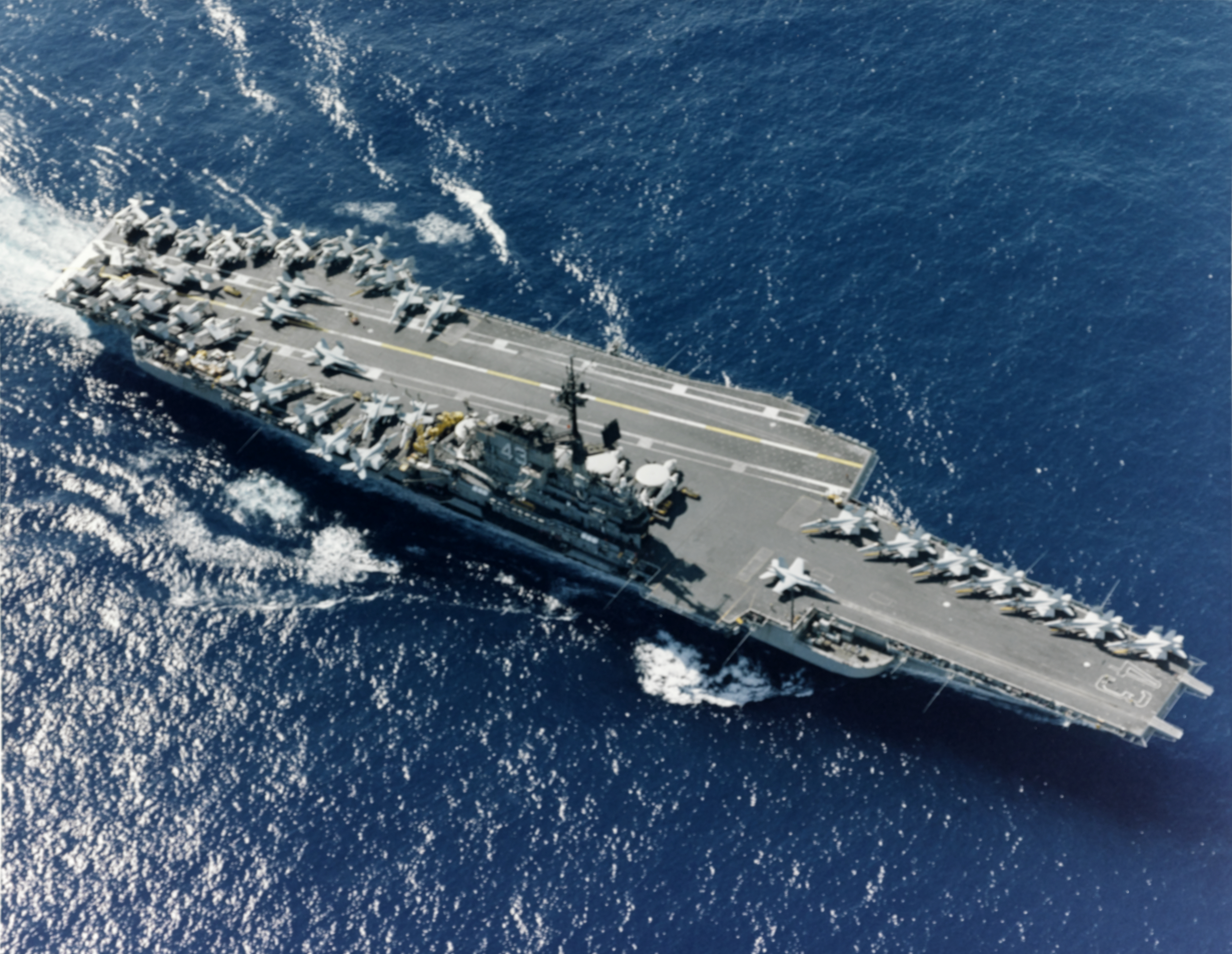
SCB-110 업그레이드 이후의 V자형 비행갑판의 CV-43 코랄시 항공모함

미드웨이급은 원래 일자형 비행갑판이었으며, 프로펠러 전투기를 130대 탑재했었다. 그러나, 제트전투기로 함재기가 바뀌면서, 여러 가지 문제점이 발생했으며, 이에 SCB-110 업그레이드를 하여, 오늘날 미국 항공모함의 특징인 V자 형태로 된 2개의 비행갑판이 되었다.

## 미드웨이급과 동일체급 항모 건조경쟁
중국의 랴오닝호는 미국의 중형항공모함인 미드웨이급과 동체급의 항공모함이다. 항공모함은 경항모, 중형항모, 대형항모(슈퍼캐리어)의 세가지로 분류되는데, 중형항모인 미드웨이급 다음은 슈퍼캐리어인 포레스탈급 항공모함이다.
랴오닝호는 쿠즈네초프 항공모함의 2번함이 건조중단 된 것을 수입해 완공한 것인데, 쿠즈네초프는 슈퍼캐리어가 아니라 중형항모로 분류된다.
2013년 현재 G20 강대국들은 디젤 중형항모 건조경쟁을 하고 있다.
- 러시아 쿠즈네초프 항공모함, 6척 계획
- 중국 랴오닝호, 베이징급 항공모함, 6척 계획, 쿠즈네초프 도입사업
- 인도 비크란트급 항공모함, 비크라마디티야급 항공모함, 3척 계획, 쿠즈네초프 도입사업
- 영국 퀸 엘리자베스급 항공모함, 2척 건조
- 프랑스 차기 프랑스 항공모함, 1척 계획

## 제원

### USS Coral Sea, 퇴역시 (1991)
- 배수량: 만재 65,200 톤
- 길이: 1003 feet (305.7 meters)
- 폭: 236 feet (72 meters) at flight deck
- 홀수: 35 feet (10.7 meters)
- 무장: 2 팰렁스 CIWS
- 속도: 33 knots (61 km/h)
- 엔진출력: 212,000 hp (158 MW)
- 추진: 4축, geared turbines
- 함재기: 65대

### USS 미드웨이, 퇴역시 (1992)
- 배수량: 만재 69,873 톤
- 길이: 976 feet (297.5 meters)
- 폭: 263.5 feet (80.3 meters) at flight deck
- 홀수: 35 feet (10.7 meters)
- 무장: 2 × 8셀 시스패로 발사대, 2 × Mark 71 mod 0 팰렁스 CIWS
- 속도: 33 knots (61 km/h)
- 엔진출력: 212,000 hp (158 MW)
- 추진: 4축, geared turbines
- 함재기: 75대

## 같이 보기
- 해군 항공